# Abd al-Malik Ier (Samanides)
Pour les articles homonymes, voir Abd al-Malik.
Abd al-Malik Ier, mort en fin de 961, était un émir des Samanides (954–961). Il était le fils de Hamid Nouh Ier.
La mort de Nouh en 954 représente potentiellement un désastre pour l'État samanide, depuis que le rebelle Abu Ali Chaghani est en bonne position pour faire valoir ses droits sur le Khorassan, ayant à la fois le support des Bouyides et du Calife. Il meurt avant d'appuyer sa demande, évitant cependant à Abd al-Malik d'avoir affaire avec lui.
Cependant, l'État samanide a une instabilité interne croissante durant le règne de Abd al-Malik. Le gouverneur du Khorassan, Bakr ibn Malik al-Farghani, est assassiné par les gardes turcs de l'émir. Il est remplacé quelque temps par Muhammad ibn Ibrahim Simjuri, et Abu Ja'far 'Utbi devient vizir. Cependant, le contingent turc de l'armée gagne rapidement de plus en plus de pouvoir. Le leader turque Alptegîn réussit à gagner le poste de gouverneur du Khorassan pour lui-même, et à promouvoir Muhammad ibn Abu 'Ali Muhammad Bal'ami, le fils du vizir de Nasr, à ce poste. Le nouveau vizir, cependant, tombe sous l'influence des Turcs, cimentant encore plus leur emprise sur le pouvoir à l'intérieur de l'État.
Abd al-Malik est incapable de stopper l'expansion du pouvoir turc, ce qui a pour conséquence que les Turcs exercent effectivement le contrôle quand il meurt en 961. À la suite de sa mort, Alptegîn essaye de nommer le fils de Abd al-Malik émir, mais un autre groupe, mené par Fa'iq, réussit à mettre le frère d'Abd al-Malik Mansur Ier sur le trône.